# Audiopsychofonologie
Audiopsychofonologie (anglicky Audio-Psycho-Phonology) je vědní obor, který v 50. letech 20. století založil francouzský otorhinolaryngolog Alfred A. Tomatis.
Centrálními pojmy jsou tzv. Tomatisův efekt a Tomatisovy zákony. Kombinuje poznatky o anatomii a fungování sluchového ústrojí, percepci zvuku a jeho zpracovávání v mozku se zvláštním ohledem na zpracovávání řeči, dále poznatky získané z různých odvětví psychologie a psychoterapie a v neposlední řadě moderní technologie. Často se můžeme setkat i s pojmy "metoda TOMATIS" nebo "poslechový program TOMATIS" – tyto názvy označují již samotný postup uplatňovaný při terapiích nebo rozvojových programech, které vychází z teoretické báze vědecké disciplíny nazývané "audiopsychofonologie".

## Vznik názvu
Původně se tento vědní obor měl nazývat jen "audiofonologie", ale kvůli svému přesahu do oboru psychologie současný název reflektuje i tento vztah a obor tedy nese název "audiopsychofonologie".
- audio = první část složených slov mající význam sluch, sluchový, zvuk, zvukový, týkající se slyšitelnosti[2]
- psycho = část složených slov mající význam duše, duch[3]
- fonologie = vědní obor zabývající se zvukovou stránkou jazyka a jejím funkčním aspektem

## Tomatisovy zákony
Alfred Tomatis na základě svých výzkumů formuloval následující pravidla, která prezentoval Akademii věd a Akademii medicíny v Paříži roku 1957 a 1960.
1. Hlas zahrnuje jen to, co ucho slyší.
2. Pokud změníme podmínky slyšení, okamžitě nevědomě měníme i hlas.
3. Je možné trvale změnit fonaci prostřednictvím stimulování sluchu po určitou dobu (zákon remanence).

## Tomatisův efekt
Tomatisův efekt spočívá v tom, že je možné pomocí speciálně vyvinutého přístroje, tzv. Elektronického ucha, stimulovat svaly ve středním uchu tak, aby se sluch člověka stal vnímavějším vůči určitým zvukovým pásmům.

## Komu pomáhá
Audiopsychofonologie byla již při svém vzniku považována za alternativní terapeutickou disciplínu. Dnes lze rozlišit dvě její větve:
1. První z nich pomáhá řešit potíže, jako jsou poruchy učení, poruchy chování, poruchy pozornosti a z nich vyplývající deprese a stres, má tedy terapeutický charakter. Využívá se také jako pomocný terapeutický nástroj u autistů, u osob trpících Aspergerovým syndromem nebo u hyperaktivních dětí.
2. Druhá větev má spíše rozvojový charakter a využívají ji i lidé bez zdravotních potíží. Ve světě je vyhledávaná jako podpůrný rozvojový prostředek při učení cizích jazyků.[4] Do audiopsychofonologického poslechového programu se zapojují i těhotné ženy, které prostřednictvím filtrované hudby navazují bližší kontakt se svým ještě nenarozeným dítětem a zároveň se psychicky připravují na nadcházející porod. Seniorům umí dodat energii. Podobně lidem, kteří jsou vyčerpaní kvůli náročnému zaměstnání poskytne tolik potřebnou relaxaci a povzbudí je k dalšímu pacovnímu výkonu.